# Вествуд (Мисури)
Вествуд (енгл. Westwood) град је у америчкој савезној држави Мисури.

## Демографија
По попису из 2010. године број становника је 278, што је 6 (-2,1%) становника мање него 2000. године.
| Група             | 2000.       | 2010.       |
| Белци             | 272 (95,8%) | 252 (90,6%) |
| Афроамериканци    | 9 (3,2%)    | 6 (2,2%)    |
| Азијати           | 3 (1,1%)    | 10 (3,6%)   |
| Хиспаноамериканци | 0 (0,0%)    | 6 (2,2%)    |
| Укупно            | 284         | 278         |